# Friedrich Wilhelm Dörpfeld
Friedrich Wilhelm Dörpfeld, född 8 mars 1824, död 27 oktober 1893, var en tysk pedagog. Han var far till Wilhelm Dörpfeld.
Dörpfeld, som var folkskollärare och senare rektor i Wupperfeld-Barmen/Ronsdorf, tillämpade självständigt Johann Friedrich Herbarts pedagogik på folkskolan och stod i åtskilliga avseenden som en föregångsman inom tyskt folkskoleväsen. Särskilt betonade han de samhällsvetenskapliga synpunkterna vid undervisning i historia och geografi. Dörpfelds Gesammelte Schriften utgavs 1894-1901 i 12 band.